# Psofoda pitblanc
El psofoda pitblanc (Psophodes leucogaster) és una espècie d'ocell de la família dels psofòdids (Psophodidae), de vegades considerat coespecífic amb el psofoda de bigotis (P. nigrogularis)

## Hàbitat i distribució
Habita el dens matoll costaner i el "mallee" del sud-oest i sud d'Austràlia.